# 羽豆岬
羽豆岬（はずみさき）は、愛知県知多郡南知多町にある岬。知多半島の最南端に位置し、東側を三河湾、西側を伊勢湾に挟まれている。

## 概要
この岬は約1600万年前に砂岩と頁岩が交互に積層してできたとされ、三河湾国定公園の一部に指定されている（南知多県立自然公園の一部でもある）。
岬にある明神山には羽豆神社が鎮座しており、社叢は「羽豆神社の社叢」として国の天然記念物に指定されているほか、三河湾国定公園の特別保護地区となっている。
また、羽豆神社や展望台に続く全長800mの遊歩道はウバメガシのトンネルが続いており、「恋のロマンスロード」とも呼ばれる。
南北朝時代には熱田大宮司であった千秋昌能が築城した羽豆崎城（幡豆崎城）があったが、跡地は羽豆神社となり、城址碑が建てられている。
アイドルグループSKE48は「羽豆岬」という曲を歌っているが、そのミュージック・ビデオは当地で撮影されているうえ、2012年の楽曲ファン投票「リクエストアワー セットリストベスト50」で1位となるなど反響を呼び、羽豆岬を訪れるファンが増えた。そのいわゆる"聖地"巡礼の促進を狙って、南知多町観光協会・師崎観光協会らの手により、2013年7月に羽豆岬公園に歌碑が建てられている。材質は天竜川付近で産出される天竜石で、歌詞は羽豆神社で使われている字体に合わせた古い書体で刻まれている。

## ギャラリー
- 羽豆神社の社叢
- ウバメガシのトンネル
- 展望台より伊勢湾を望む
- 羽豆崎城址
- 羽豆神社